# 一樣的月光
〈一樣的月光〉是1983年蘇芮首張個人專輯的主打歌，也是1983年臺灣電影《搭錯車》的插曲。
1983年，新藝城的導演虞戡平策畫一部結合音樂與戲劇的電影《搭錯車》；這部電影描繪了70、80年代台灣經濟高速成長，阿美一心想進入的歌舞影壇的故事。此張專輯成功將電影主角的故事與音樂結合，是台灣首度以音樂影片（MV）的方式製作專輯。當時虞戡平仍在尋找主角的幕後主唱，在電視上聽到蘇芮演唱西洋歌曲，音色相當不錯，便屬意她來擔任主唱。專輯由李壽全製作，並找來羅大佑、梁弘志等人寫曲。〈一樣的月光〉歌詞承襲了羅大佑的風格，對社會現象的改變做出批判與反省，蘇芮獨特的嗓音也造就了「黑色蘇芮」的旋風。是中文流行音樂史上重要及出色的作品之一。

## 發行歷程
1983年，此專輯搭上了電影《搭錯車》，一路狂飆，在台灣國語歌曲排行榜，連續九周蟬聯排行第一。
且飛碟電台主持人朱衛茵說：「當JULIE到香港開演唱會時，也極為驚訝，甚至不知道自己為何已經那麼的紅。這些歌都是讓香港的樂迷，簡直就是不可置信，有一位這麼...應該說看起來，一個這個女子，可以唱出那麼搖滾的東西，而且那個搖滾是，一個靈魂的ROCK這樣子。所以，我覺得彭先生，真的把這一個歌手，把JULIE這一個歌手，可以極致的推到香港去。而且也讓她，非常能夠發揮她真正的內心，她自己的那個聲音」。

## 獲獎紀錄
| 年份   | 頒獎典禮                          | 獎項             | 得獎者                       | 結果 |
| ------ | --------------------------------- | ---------------- | ---------------------------- | ---- |
| 1983年 | 第20屆金馬獎                      | 最佳電影插曲     | 〈一樣的月光〉李壽全         | 獲獎 |
| 1983年 | 第20屆金馬獎                      | 最佳原作電影音樂 | 陳志遠、李壽全               | 獲獎 |
| 1983年 | 第20屆金馬獎                      | 最佳錄音         |                              | 獲獎 |
| 1983年 | 《綜藝100》【流行歌曲暢銷金碟獎】 | 最佳唱片製作獎   | 李壽全                       | 獲獎 |
| 1983年 | 《綜藝100》【流行歌曲暢銷金碟獎】 | 最佳錄音獎       | 冠音錄音室（錄音師：徐崇憲） | 獲獎 |
| 1983年 | 《綜藝100》【流行歌曲暢銷金碟獎】 | 最佳作詞獎       | 吳念真、羅大佑               | 獲獎 |
| 1983年 | 《綜藝100》【流行歌曲暢銷金碟獎】 | 最佳唱片女歌星獎 | 蘇芮                         | 獲獎 |

## 翻唱[13]
- 譚詠麟 - 但願不改變（粵語）
- 蘇見信
- 動力火車及迪克牛仔合唱
- 黄綺珊
- 張惠妹
- 徐佳瑩